# امتار
امتار (به فرانسوی: Amtar) یک منطقهٔ مسکونی در مراکش است که در طنجه تطوان واقع شده‌است.

## خصوصیات
امتار ۱۰٬۰۳۸ نفر جمعیت دارد.